# Reinhold von Flanß
Reinhold Gotthard Hermann von Flanß (* 5. Mai 1839 in Breslau; † 20. Juli 1909 ebenda) war ein evangelischer Pfarrer sowie preußischer Familien- und Heimatgeschichtsforscher.

## Leben
Reinhold von Flanß’ Eltern waren Karl Friedrich August von Flanß, Leutnant a. D. und Regierungskanzlist, und Anna Rosina Wende. Er studierte evangelische Theologie in Breslau, Erlangen und Leipzig, wurde am 20. Juni 1869 als Hilfsprediger ordiniert und bald darauf Pfarrer in Radevormwald im Rheinland. Im Oktober 1875 trat er die Pfarrstelle in Marienwerder an. Der Pfarrbezirk Marienwerder umfasste 1886 die Gemeinde Marienburg mit den Predigtorten Littschen und Riesenburg, die Gemeinde Neuenburg, die Gemeinde Wilhelmsmark und die Gemeinde Jeziorken mit den Predigtorten Schirotzken und Konitz. Von der Pfarrstelle in Marienwerder aus verwaltete er seit 1902 bis zu seiner 1908 erfolgten Emeritierung auch die Superintendentur der altlutherischen Diözese Ost- und Westpreußen.
Seit 1879 wirkte Flanß 27 Jahre lang als reges Mitglied des Historischen Vereins für den Regierungsbezirk Marienwerder, für den er als Archivar und stellvertretender Vorsitzender tätig war. Er war auch Schriftleiter des Organs dieses Vereins, der Zeitschrift des historischen Vereins für den Regierungsbezirk Marienwerder. Er veröffentlichte zahlreiche Arbeiten zu militärgeschichtlichen, genealogischen, kirchengeschichtlichen und allgemein lokalhistorischen Themen. Insbesondere befasste er sich mit der Geschichte westpreußischer Landgüter und deren Besitzerfamilien. Unter seinen Schriften befinden sich auch Beiträge für die historischen und genealogischen Vereine Ostpreußens und Pommerns. Sein für die Heimatgeschichtsforschung wichtiger umfangreicher Nachlass wurde im Staatsarchiv Danzig aufbewahrt.

## Werke (Auswahl)
- Regesten und Urkunden zur ältesten Geschichte des Geschlechtes von Flanß. In: Correspondenzblatt des Gesammtvereines der deutschen Geschichts- & Alterthumsvereine, Fünfzehnter Jahrgang, Nr. 3 (März), Altenburg 1867, S. 17–24 (Google Books).
- Die Infanterie-Regimenter der Kron-Armee: „Königin von Polen“ und „Prinz von Polen“ zur Zeit ihres Aufenthalts in (West-)Preußen. In: Zeitschrift des historischen Vereins für den Regierungsbezirk Marienwerder, Heft 4, Marienwerder 1881, S. 29–116, insbesondere S. 99–100 (Google Books).
- Die von Köckritz in Preußen (Ordens-Söldner, Ordens-Ritter, Komture, Walter von K. auf Habersdorf, Kr. Rosenberg, und seine Familie). In: Zeitschrift des historischen Vereins für den Regierungsbezirk Marienwerder, Heft 6, Marienwerder 1882, S. 65–83 (Google Books).
- Das Hausbuch des Amtes Riesenburg von 1661–1693. 1. Theil. In: Zeitschrift des historischen Vereins für den Regierungsbezirk Marienwerder, Heft 6, Marienwerder 1882, S. 84–112 (Google Bookks).
- Alliancen der Familie von Flanss. In: Vierteljahresschrift für Heraldik, Sphragistik und Genealogie. Hrsg. Herold (Verein), Jahrgang XI, Carl Heymanns Verlag, Berlin 1883, S. 349–355 (Digitalisat).
- Die von Zehmen (Czema) in Westpreußen. In: Zeitschrift des historischen Vereins für den Regierungsbezirk Marienwerder. Heft 10, Marienwerder 1884, S. 33–62 (Google Books).
- Die Freiherren von Güldenstern in Westpreußen. In: Zeitschrift des historischen Vereins für den Regierungsbezirk Marienwerder, Heft 10, Marienwerder 1884, S. 62–64 (Google Books).
- Geschichte Westpreußischer Güter. A. Rundewiese, Keilhof, Boggusch, Pardies (Kr. Marienwerder). In: Zeitschrift des historischen Vereins für den Regierungsbezirk Marienwerder. Heft 10, Marienwerder 1884, S. 65–84 (Google Books).
- Geschichte Westpreußischer Güter. D. Sedlinen nebst Ruden oder Alt-Mühlbach, Bialken nebst Sulawken und Hohensee, Gr. und Kl. Ottlau, Bandtken, Luisenhof, Zigahnen, Kröxen, Rosainen. (Kreis Marienwerder). In: Zeitschrift des historischen Vereins für den Regierungsbezirk Marienwerder, Heft 14, Marienwerder 1884, S. 65–88 (Google Books).
- Geschichte der Westpreußischen Güter. E. Seubersdorf mit Dietrichswalde, Olschowken, Hochzehren mit Antonswalde, Prenzlau, Paulsdorf mit Abrahamshof, Bauthen, Wilkau, Gr. Tromnau, Klötzen, Gallnau, Warzeln, Germen, die Niederdörf’schen Güter. (Kreis Marienwerder). In: Zeitschrift des historischen Vereins für den Regierungsbezirk Marienwerder. Heft 19, Marienwerder 1885, S. 21–60 (Google Books).
- Zur Geschichte der Stadt Deutsch-Eylau. In: Zeitschrift des historischen Vereins für den Regierungsbezirk Marienwerder. Heft 19, Marienwerder 1885, S. 61–70 (Google Books).
- Beiträge zu einer Beschreibung des Kreises Marienwerder – Geschichte der Rittergüter und einiger andern Güter desselben. Separat-Abzug aus Heft 7, 10, 14, 19, 20, 21 der Zeitschrift des historischen Vereins für den Regierungs-Bezirk Marienwerder 1882, 84, 85, 86, 87. Kanter, Marienwerder 1887 (Digitalisat).
- Die von der Mülbe. In: Zeitschrift des historischen Vereins für den Regierungsbezirk Marienwerder. Heft 22, Marienwerder 1888, S. 1–32 (Google Books).
- Das Stammbuch des Martin Rosenberg von 1597–1603. In: Zeitschrift des historischen Vereins für den Regierungsbezirk Marienwerder. Heft 22, Marienwerder 1888, S. 49–74 (Google Books).
- Eine Pfalz- und Hofgräfliche Wappenverleihung vom Jahre 1602. In: Zeitschrift des historischen Vereins für den Regierungsbezirk Marienwerder. Heft 23, Marienwerder 1889, S. 23–32 (Google Books).
- Wie es in Marienwerder wieder zu einer lutherischen Gemeinde kam. 1892.
- Die auf deutschen Fuß errichteten Regimenter der polnischen Kron-Armee in Westpreußen von 1717–1772. In: Zeitschrift des historischen Vereins für den Regierungsbezirk Marienwerder. Heft 32, Marienwerder 1894, S. 1–127 (Google Books).
- Geschichte Westpreußischer Güter. K. Czierspitz, Janischau, Liebenau, Rauden u. Gremblin. In: Zeitschrift des historischen Vereins für den Regierungsbezirk Marienwerder. Heft 33, Marienwerder 1895, S. 70–85 (Google Books).
- Die Aufzeichnungen der Pfarrer Richter, Vater und Sohn, † 1718, bzw. 1736, in den Kirchenbüchern von Garnsee und Gr. Tromnau, Kreis Marienwerder. In: Zeitschrift des historischen Vereins für den Regierungsbezirk Marienwerder. Heft 33, Marienwerder 1895, S. 86–101 (Google Books).
- Das ehemalige Amt Marienwerder, insonderheit die Amts-Niederung. 1. Theil. In: Zeitschrift des historischen Vereins für den Regierungsbezirk Marienwerder. Heft 34, Marienwerder 1896, S. 50–99 (Google Books).
- Die von Zehmen [Czema] in Westpreußen. In: Zeitschrift des historischen Vereins für den Regierungsbezirk Marienwerder. Marienwerder 1900.
- Des Rittmeisters von Zacha Tagebuch von 1813/14. 1904.

als Koautor
- H. von Brauneck und Reinhold von Flanß: Versuch einer Geschichte der auf Sulitz in Westpreußen ansässig gewesenen Familie v. Brauneck mit besonderer Berücksichtigung der verschwägerten, seit 1895 erloschenen Familie von Füldner und der nicht verwandten Familie von Bronk. Selbstverlag, Berlin 1906.